# Etelis coruscans
Etelis coruscans là một loài cá biển thuộc chi Etelis trong họ Cá hồng. Loài cá này được mô tả lần đầu tiên vào năm 1862.

## Từ nguyên
Tính từ định danh coruscans trong tiếng Latinh có nghĩa là “rực rỡ; nóng bỏng”, hàm ý đề cập đến le Vivaneau flame, tên thông thường của loài cá này ở Réunion, nơi mà mẫu định danh được thu thập, do chúng có màu đỏ rực như lửa.

## Phân bố và môi trường sống
E. coruscans có phân bố rộng rãi trên vùng Ấn Độ Dương - Thái Bình Dương, từ Đông Phi dọc xuống Nam Phi trải dài về phía đông đến quần đảo Hawaii, quần đảo Samoa và quần đảo Marquises, ngược lên phía bắc đến Nam Nhật Bản, giới hạn phía nam đến Úc (gồm cả đảo Lord Howe) và quần đảo Kermadec. Loài này cũng xuất hiện tại vùng biển Việt Nam, bao gồm quần đảo Hoàng Sa và quần đảo Trường Sa.
E. coruscans sống gần các rạn san hô và mỏm đá trên vùng thềm lục địa và rìa lục địa, độ sâu trong khoảng 45–500 m.

## Mô tả
Chiều dài cơ thể lớn nhất được ghi nhận ở E. coruscans lên đến 120 cm, thường bắt gặp với kích thước khoảng 50 cm. Loài này có màu hồng sẫm đến đỏ ở lưng và thân trên, thân dưới và bụng màu hồng nhạt dần hoặc trắng, còn các vây màu hồng đỏ. Thùy đuôi trên trở nên dài ra khi chúng lớn lên.
Có hai hình thái ở E. coruscans: đuôi dài và đuôi ngắn. Cả hai dạng này đều xuất hiện ở vùng biển Fiji, nhiều khả năng chiều dài vây đuôi biểu hiện cho sự dị hình giới tính.
Số gai ở vây lưng: 10; Số tia vây ở vây lưng: 11; Số gai ở vây hậu môn: 3; Số tia vây ở vây hậu môn: 8; Số tia vây ở vây ngực: 15–16; Số vảy đường bên: 47–50.

## Sinh thái
Thức ăn của E. coruscans là cá nhỏ và những loài thủy sinh không xương sống lớn như mực, tôm và cua, cũng bao gồm cả những loài sống đuôi và sinh vật phù du.
Hai loài sán lá đơn chủ của chi Lagenivaginopseudobenedenia (La. etelis và La. tinrowi) đều ký sinh trên vật chủ là các loài Etelis, cụ thể là Etelis carbunculus, nhưng La. etelis cũng đã được tìm thấy trên E. coruscans.
Mùa sinh sản của E. coruscans diễn ra quanh năm, mà đỉnh điểm là vào mùa hè như đã được ghi nhận ở Hawaii và Vanuatu. Còn ở Nhật, mùa sinh sản của E. coruscans ước tính diễn ra từ tháng 5 đến tháng 11.
E. coruscans là loài có tuổi thọ cao, có thể sống đến khoảng 50–55 tuổi.

## Thương mại
E. coruscans là một loại cá thực phẩm quan trọng ở nhiều nơi, chẳng hạn như Nhật. Có ghi nhận là E. coruscans và Etelis carbunculus bị đánh bắt quá mức ở khu vực đảo chính của quần đảo Hawaii vào năm 1998.